# مارتین مک‌کاچن
مارتین مک‌کاچن (انگلیسی: Martine McCutcheon؛ زادهٔ ۱۴ مهٔ ۱۹۷۶) هنرپیشه و خواننده اهل بریتانیا است. از فیلم‌هایی که وی در آن نقش داشته است می‌توان به در واقع عشق، کیس کیس (بنگ بنگ) و پرش! اشاره کرد.